# Brothers in Arms: Earned in Blood
Brothers in Arms: Earned in Blood — видеоигра жанра тактический шутер, сиквел Brothers in Arms: Road to Hill 30 и вторая игра серии Brothers in Arms, разработанная компанией Gearbox Software для платформ PC, PlayStation 2 и Xbox. Игра была портирована на Wii в 2008 году.
В Earned in Blood игроку предстоит управлять сержантом Джо «Рыжим» Хартсоком (бывшим капралом в команде Бейкера), который являлся участником высадки в Нормандии в предыдущей игре. Earned in Blood включает несколько новых многопользовательских миссий, новых видов оружия и транспорта, и новый кооперативный режим. AI врагов был также значительно улучшен, а дизайн уровней стал более открытым, в отличие от оригинальной игры.

## Сюжет
Сюжет, по существу, является «отражением» событий, происходивших ранее. Полковник Маршалл расспрашивает десантников, прошедших путь в 15 дней после дня «Д». История разделена на три части. Первая часть игры — воспоминания о пребывании Хартсока в команде сержанта Мэтта Бейкера, в течение первоначальных событий дня «Д». Вторая часть начинается, когда он берет командование над вторым отрядом третьего взвода во время освобождения и обороны Карентана, и заканчивается объединением 82-й и 101-й воздушно-десантных дивизий в городе Баупт. Последняя часть проходит в Saint-Sauveur-le-Vicomte. Хотя первая часть игры проходит под командованием Бейкера, не каждая из операций включена в Road to Hill 30. Игрок командует солдатами с фамилиями Десола, Аллен и Гарнет из 3-го отряда и некоторыми солдатами из 2-го. Целиком 2-й отряд отдается игроку под управление после операции «Battle of Bloody Gulch» (Hill 30).
Отряд Хартсока состоит из остатков исходного 2-го отряда (капрал Франклин Пэддок, рядовой Дин Винчелл и рядовой первого класса Джеймс Марш) и остатков 1-го отряда (капрал Джейкоб Кэмпбелл, рядовой Уилл Пэйдж, и рядовой Дэррик МакКоннелл). Кроме того, в первой части игры игрок будет в команде капрала (позже сержанта) Шеймуса Дойла из 82-й дивизии.

## Графика
В игре используется тот же графический движок, что и в Brothers in Arms: Road to Hill 30, который базируется на движке Unreal Engine 2.0.

## Игровой процесс
Игровой процесс в Earned in Blood такой же, как в предыдущей игре серии. Игрок обычно командует двумя командами и использует тактику «четырех F» — найти (англ. Find), сковать (англ. Fix), обойти с фланга (англ. Flank) и уничтожить (англ. Finish) — для борьбы с врагами. Чтобы успешно завершить операцию, игрок должен изучить территорию, найти и прижать врага плотным огнём одной команды (обычно команды огневой поддержки) и направить другую команду (обычно штурмовую) обойти врага с фланга и уничтожить его.
Одно большое отличие Earned in Blood от своего предшественника заключается в улучшенном искусственном интеллекте врагов. В Road to Hill 30 враги обычно не двигались, находясь под огнём и заметив, что их пытаются обойти. В Earned in Blood враг постоянно меняет своё положение в соответствии с действиями игрока, независимо от опасности. Это изменение делает скрытность и отвлечение важными, когда игрок пытается обойти врага. В то же время, новая тактика позволяет врагам попадать под линию огня.
Новый интеллект врагов позволяет игроку чаще попадать под огонь, чем в Road to Hill 30.

### Мультиплеер
Реализован полноценный кооперативный режим, который позволяет выполнять все 42 миссии в группе других игроков. Для многопользовательского режима доступно несколько сценариев сражений, среди которых можно найти защиту укреплений и масштабные битвы на выживание. Каждому игроку отводится роль американского или немецкого офицера, которые используют небольшой отряд десанта для достижения поставленных целей на поле боя.

## Критика
| Сводный рейтинг       | Сводный рейтинг | Сводный рейтинг | Сводный рейтинг |
| Издание               | Оценка          | Оценка          | Оценка          |
| Издание               | PC              | PS2             | Xbox            |
| --------------------- | --------------- | --------------- | --------------- |
| GameRankings          | 84,00 %         | 74,41 %         | 85,11 %         |
| Metacritic            | 84/100          | 71/100          | 85/100          |
| Иноязычные издания    |                 |                 |                 |
| Издание               | Оценка          | Оценка          | Оценка          |
| Издание               | PC              | PS2             | Xbox            |
| GameSpot              | 8,7             | 6,8             | 8,7             |
| GameSpy               | 4/5             | 3/5             | 5/5             |
| IGN                   | 8,8             | 5,0             | 8,2             |
| VideoGamer            | N/A             | N/A             | 8/10            |
| Русскоязычные издания |                 |                 |                 |
| Издание               | Оценка          | Оценка          | Оценка          |
| Издание               | PC              | PS2             | Xbox            |
| Absolute Games        | 71 %            | N/A             | N/A             |
| «Игромания»           | 7,0             | N/A             | N/A             |

Brother In Arms: Earned in Blood была, в общем, хорошо воспринята критиками. ПК-версия получила рейтинг 84 %, версия для Xbox — 84,88 %, версия для PlayStation 2 — 74,41 % и версия для мобильных телефонов получила 78,40 %.
- X-Play: 4/5
- GameSpot: 8.5/10
- GameDaily: 7/10
- Game Chronicles: 9.1/10
- Xbox World Australia: 80/100
- Game Master UK: 87/100
- Edge Magazine UK: 8/10
- Gamecell: 9/10
- VideoGamer: 8/10

## Защита от копирования
ПК-версия игры включает в себя систему защиты StarForce DRM, которая может создавать некоторые проблемы в работе CD/DVD-привода. Игра, продаваемая через Steam компании Valve, не включает в себя StarForce.

## Издание для мобильных телефонов
13 апреля 2006 года вышла версия Brothers in Arms: Earned in Blood для мобильных телефонов — «Brothers in Arms 3D». Она включала полностью полигональную 3D-графику, и была высоко оценена за игровой процесс, похожий на приставочный.
Игрок получает возможность управления одним персонажем в течение 8-ми операций в Нормандии и Тунисе.